# Through the Ashes of Empires
Through the Ashes of Empires este cel de-al cincilea album de studio al formației heavy metal americane Machine Head. Albumul a fost lansat în Marea Britanie, Europa și Australia prin Roadrunner Records International pe 16 decembrie 2003, și prin intermediul Roadrunner Records US în America de Nord pe 20 aprilie 2004.
Pe 9 decembrie 2011 albumul a fost certificat cu argint de către British Phonographic Industry, iar între timp în SUA a înregistrat vânzări de peste 80.000 de copii.

## Lista pieselor
| Nr. | Titlu                           | Versuri                 | Muzică                     | Lungime |  |
| 1.  | „Imperium”                      | Robert Flynn            | Robert Flynn, Dave McClain | 6:41    |  |
| 2.  | „Bite the Bullet”               | Robert Flynn            | Robert Flynn               | 3:21    |  |
| 3.  | „Left Unfinished”               | Robert Flynn            | Robert Flynn               | 5:45    |  |
| 4.  | „Elegy”                         | Robert Flynn            | Robert Flynn, Dave McClain | 3:55    |  |
| 5.  | „In the Presence of My Enemies” | Robert Flynn            | Robert Flynn, Phil Demmel  | 7:07    |  |
| 6.  | „Days Turn Blue to Gray”        | Robert Flynn            | Robert Flynn, Phil Demmel  | 5:29    |  |
| 7.  | „Vim”                           | Robert Flynn, Adam Duce | Robert Flynn, Dave McClain | 5:12    |  |
| 8.  | „All Falls Down”                | Robert Flynn            | Robert Flynn, Dave McClain | 4:29    |  |
| 9.  | „Wipe the Tears”                | Robert Flynn, Adam Duce | Robert Flynn, Dave McClain | 3:54    |  |
| 10. | „Descend the Shades of Night”   | Robert Flynn            | Robert Flynn, Dave McClain | 7:46    |  |

| US edition bonus track |                  |              |                           |         |  |
| Nr.                    | Titlu            | Versuri      | Muzică                    | Lungime |  |
| 11.                    | „Seasons Wither” | Robert Flynn | Robert Flynn, Phil Demmel | 6:18    |  |

- This song did not appear on the original worldwide release, but was added on the US release to make up for the wait for the album. In this edition the song appears after "Vim" and before "All Falls Down".

| Bonus disc |                                                  |         |  |
| Nr.        | Titlu                                            | Lungime |  |
| 1.         | „Bite the Bullet” (Demo)                         | 3:51    |  |
| 2.         | „Left Unfinished” (Demo)                         | 4:30    |  |
| 3.         | „Elegy” (Demo)                                   | 3:46    |  |
| 4.         | „All Falls Down” (Demo)                          | 4:29    |  |
| 5.         | „Descend the Shades of Night” (Demo)             | 3:55    |  |
| 6.         | „The Blood, the Sweat, the Tears (Live)” (Video) | 4:16    |  |
| 7.         | „Through the Ashes of Empires Sessions” (Video)  | 18:30   |  |

## Personal
- Robert Flynn - vocal, chitare
- Adam Duce - chitară bas, back vocal
- Dave McClain - baterie
- Phil Demmel - chitară solo

## Poziționări
| Clasament (2003)      | Poziții |
| --------------------- | ------- |
| Austrian Albums Chart | 56      |
| Dutch Albums Chart    | 65      |
| French Albums Chart   | 44      |
| German Albums Chart   | 24      |
| Swedish Albums Chart  | 41      |
| Swiss Albums Chart    | 80      |
| UK Album Chart        | 77      |
| The Billboard 200     | 88      |